# Kadaweryna
Kadaweryna (łac. cadaver ‘trup’, ‘zwłoki’), pentametylenodiamina, NH2(CH2)5NH2 – organiczny związek chemiczny z grupy diamin, jedna z protamin, amina biogenna będąca produktem dekarboksylacji aminokwasu lizyny, powstaje jako produkt metabolizmu bakterii, a także w procesie gnilnym białka według reakcji:
NH2-(CH2)4-CH(COOH)-NH2 (lizyna) → NH2-(CH2)5-NH2 (kadaweryna) + CO2
Ma postać oleistej cieczy bez wyraźnej barwy. Należy do tzw. ptomain („trupich jadów”), ma silny, nieprzyjemny zapach rozkładających się zwłok i jest szkodliwa dla zdrowia (uszkadza układ krążenia). Działa stabilizująco na rybosomy.
Kadaweryna i putrescyna zostały odkryte w 1885 roku w mikroorganizmach przez Ludwiga Briegera.